# Hamza Abdi Barre
Hamza Abdi Barre (Kismayo, 1972 ou 1973) é o atual primeiro-ministro da Somália desde 26 de julho de 2022, nomeado pelo presidente Hassan Sheikh Mohamud. Hamza é um parlamentar da Câmara do Povo do Parlamento Federal da Somália pelo Partido União pela Paz e Desenvolvimento (UPD) eleito em 28 de dezembro de 2021, representando o distrito eleitoral de Afmadow em Jubbada Dhexe.